# Кордейру, Кристиану
Кристиа́ну Прейгшадт Корде́йру (порт. Cristiano Preigchadt Cordeiro, кит. 高尼路; (14 августа, 1973, Порту-Алегри) — бразильский футболист выступавший за сборную Гонконга на позиции защитника, тренер.

## Карьера

### Клубная карьера
Прежде чем переехать в Азию, Кристиану Кордейру, уроженец штата Риу-Гранди-ду-Сул играл за команду «Бразил Фарропилья». В 1998 году Кордейру уехал в Гонконг, чтобы выступать за команду «Саут Чайна», в 2003 году из-за политики, проводимой руководством клуба, стремящейся ограничить игру команды от влияния иностранцев, Кордейру покинул «Саут Чайну» и ушёл в гонконгский клуб «Конвой Сан Хей».

### Международная карьера
Кордейру дважды признавался Лучшим футболистом Гонконга (в сезоне 2000/01 и 2004/05), в сентябре 2006 года Кристиану получил паспорт гражданина Гонконга, благодаря чему смог выступать за национальную гонконгскую команду, проведя первый матч 6 сентября 2006 года против сборной Катара. Является капитаном сборной Гонконга по футболу.

## Матчи за сборную Гонконга
По состоянию на 9 октября 2009
| №  | Дата            | Место                               | Соперник             | Результат | Голы | Капитан | Соревнование                                             |
| -- | --------------- | ----------------------------------- | -------------------- | --------- | ---- | ------- | -------------------------------------------------------- |
| 1  | 11 октября 2006 | Аль-Гарафа, Доха, Катар             | Катар                | 0 — 2     | 0    |         | Кубок Азии по футболу 2007 (отборочный турнир)           |
| 2  | 15 ноября 2006  | Стадион Монг Кок, Гонконг           | Бангладеш            | 2 — 0     | 0    |         | Кубок Азии по футболу 2007 (отборочный турнир)           |
| 3  | 1 июня 2007     | Бунг Карно, Джакарта, Индонезия     | Индонезия            | 0 — 3     | 0    |         | Товарищеский матч                                        |
| 4  | 10 июня 2007    | Сон Кон По, Гонконг                 | Макао                | 2 — 1     | 0    |         | Гонконг — Макао 2007                                     |
| 5  | 19 июня 2007    | Олимпийский комплекс Макао, Макао   | Китайская Республика | 1 — 1     | 0    |         | Чемпионат Восточной Азии 2008 (отборочный турнир)        |
| 6  | 21 июня 2007    | Олимпийский комплекс Макао, Макао   | Гуам                 | 15 — 1    | 1    |         | Чемпионат Восточной Азии 2008 (отборочный турнир)        |
| 7  | 24 июня 2007    | Олимпийский комплекс Макао, Макао   | КНДР                 | 0 — 1     | 0    |         | Чемпионат Восточной Азии 2008 (отборочный турнир)        |
| 8  | 21 октября 2007 | Стадион Гианьяр, Гианьяр, Индонезия | Восточный Тимор      | 3 — 2     | 0    |         | Чемпионат мира по футболу 2010 (отборочный турнир, Азия) |
| 9  | 19 ноября 2008  | Стадион Ю-Эс-Ти Макао, Гонконг      | Макао                | 9 — 1     | 0    |         | Товарищеский матч                                        |
| 10 | 14 января 2009  | Стадион Гонконга, Гонконг           | Индия                | 2 — 1     | 0    |         | Товарищеский матч                                        |
| 11 | 21 января 2009  | Стадион Гонконга, Гонконг           | Бахрейн              | 1 — 3     | 0    |         | Кубок Азии по футболу 2011 (отборочный турнир)           |
| 12 | 28 января 2009  | Али Мухсин, Сана, Йемен             | Йемен                | 1 — 0     | 0    |         | Кубок Азии по футболу 2011 (отборочный турнир)           |
| 13 | 9 октября 2009  | Нихондайра, Сидзуока, Япония        | Япония               | 0 — 6     | 0    |         | Кубок Азии по футболу 2011 (отборочный турнир)           |